# Anthony Davis
Anthony Davis, Jr. (Chicago, Illinois, SAD, 11. ožujka 1993.) je američki profesionalni košarkaš koji igra u National Basketball Association (NBA) ligi za Dallas Maverickse. Na sveučilištu u Kentuckyju je igrao na poziciji krilnog centra prije nego što je na NBA Draftu 2012. godine bio prvi izbor, uzet od strane New Orleansa. Trenutno igra na poziciji krilnog centra i centra.

## Vanjske poveznice

### Službene stranice
- Anthony Davis na Twitteru

### Statistike
- Anthony Davis - Stat Sheet
- Anthony Davis - ESPN

### Profili
- Anthony Davis - NBA Draft
- Anthony Davis - Rivals
- Anthony Davis - UK Athletics
- [neaktivna poveznica]
- Anthony Davis - Scout